# TAS2R16
Receptor ukusa tip 2 član 16 je protein koji je kod ljudi kodiran TAS2R16 genom.
Varijante ovog gena su povezane sa povećanim rizikom od alkoholne zavisnosti.
TAS2R16 gen je lociran na dugačkoj (q) ruci hromozoma 7 u poziciji 31.1 - 31.3, od baznog para 122.228.764 do baznog para 122.229.639.

## Literatura
- Kinnamon SC (2000). „A plethora of taste receptors.”. Neuron. 25 (3): 507—10. PMID 10774719. doi:10.1016/S0896-6273(00)81054-5.
- Margolskee RF (2002). „Molecular mechanisms of bitter and sweet taste transduction.”. J. Biol. Chem. 277 (1): 1—4. PMID 11696554. doi:10.1074/jbc.R100054200.
- Montmayeur JP, Matsunami H (2002). „Receptors for bitter and sweet taste.”. Curr. Opin. Neurobiol. 12 (4): 366—71. PMID 12139982. doi:10.1016/S0959-4388(02)00345-8.
- Adler E; Hoon MA; Mueller KL;  . (2000). „A novel family of mammalian taste receptors.”. Cell. 100 (6): 693—702. PMID 10761934. doi:10.1016/S0092-8674(00)80705-9.
- Chandrashekar J; Mueller KL; Hoon MA;  . (2000). „T2Rs function as bitter taste receptors.”. Cell. 100 (6): 703—11. PMID 10761935. doi:10.1016/S0092-8674(00)80706-0.
- Firestein S (2000). „The good taste of genomics.”. Nature. 404 (6778): 552—3. PMID 10766221. doi:10.1038/35007167.
- Matsunami H, Montmayeur JP, Buck LB (2000). „A family of candidate taste receptors in human and mouse.”. Nature. 404 (6778): 601—4. PMID 10766242. doi:10.1038/35007072.
- Bufe B; Hofmann T; Krautwurst D;  . (2002). „The human TAS2R16 receptor mediates bitter taste in response to beta-glucopyranosides.”. Nat. Genet. 32 (3): 397—401. PMID 12379855. doi:10.1038/ng1014.
- Strausberg RL; Feingold EA; Grouse LH;  . (2003). „Generation and initial analysis of more than 15,000 full-length human and mouse cDNA sequences.”. Proc. Natl. Acad. Sci. U.S.A. 99 (26): 16899—903. PMC 139241 . PMID 12477932. doi:10.1073/pnas.242603899.
- Zhang Y; Hoon MA; Chandrashekar J;  . (2003). „Coding of sweet, bitter, and umami tastes: different receptor cells sharing similar signaling pathways.”. Cell. 112 (3): 293—301. PMID 12581520. doi:10.1016/S0092-8674(03)00071-0.
- Hillier LW; Fulton RS; Fulton LA;  . (2003). „The DNA sequence of human chromosome 7.”. Nature. 424 (6945): 157—64. PMID 12853948. doi:10.1038/nature01782.
- Gerhard DS; Wagner L; Feingold EA;  . (2004). „The status, quality, and expansion of the NIH full-length cDNA project: the Mammalian Gene Collection (MGC).”. Genome Res. 14 (10B): 2121—7. PMC 528928 . PMID 15489334. doi:10.1101/gr.2596504.
- Fischer A, Gilad Y, Man O, Pääbo S (2005). „Evolution of bitter taste receptors in humans and apes.”. Mol. Biol. Evol. 22 (3): 432—6. PMID 15496549. doi:10.1093/molbev/msi027.
- Go Y, Satta Y, Takenaka O, Takahata N (2006). „Lineage-specific loss of function of bitter taste receptor genes in humans and nonhuman primates.”. Genetics. 170 (1): 313—26. PMC 1449719 . PMID 15744053. doi:10.1534/genetics.104.037523.
- Mueller KL; Hoon MA; Erlenbach I;  . (2005). „The receptors and coding logic for bitter taste.”. Nature. 434 (7030): 225—9. PMID 15759003. doi:10.1038/nature03352.
- Hinrichs AL; Wang JC; Bufe B;  . (2006). „Functional variant in a bitter-taste receptor (hTAS2R16) influences risk of alcohol dependence.”. Am. J. Hum. Genet. 78 (1): 103—11. PMC 1380207 . PMID 16385453. doi:10.1086/499253.
- Behrens M; Bartelt J; Reichling C;  . (2006). „Members of RTP and REEP gene families influence functional bitter taste receptor expression.”. J. Biol. Chem. 281 (29): 20650—9. PMID 16720576. doi:10.1074/jbc.M513637200.

## Spoljašnje veze
- TAS2R16+protein,+human на 